# Frere Treaty
Frere Treaty var ett traktat som slöts mellan Storbritannien och sultanatet Zanzibar 1873, mellan Sayyid Barghash ibn Said och den brittiske ämbetsmannen Henry Bartle Frere. 
Traktatets syfte var att reglera och begränsa Slavhandeln på Indiska oceanen, som vid denna tid främst representerades av slavhandeln i Zanzibar och som ogillades av britterna, som 1807 hade förbjudit slavhandel. 
Den var resultatet av den så kallade Bartle Frere Mission. Slavhandeln i Zanzibar var formellt redan förbjuden. Genom Hamerton Treaty förbjöds 1845 exporten av slavar till Arabien, och 1867 begränsades handeln av slavar till enbart import till Zanzibar inte export. År 1867 gick sultan Sayyid Majid ibn Said med på att upphöra med transporten av slavar från Östafrika till Arabien, och begränsa slavhandeln inom Zanzibars territorium till sträckan söder om Kilwa och norr om Lamu. 
I praktiken fortsatte den genom att det fortfarande var tillåtet att importera slavar från fastlandet till Zanzibar. Detta användes för att fortsätta även handeln med slavar utomlands. 
Avtalet förbjöd slavimport till Zanzibar från fastlandet. Slavhandeln fortsatte dock genom illegal smuggling, nu särskilt till Pemba där behovet av slavarbetskraft var större än på Unguja; på huvudön hade plantagerna skadats efter orkanen 1872. När slavimporten från fastlandet förbjöds 1873 stängdes den öppna slavmarknaden i Zanzibars stenstad.  Sedan den öppna slavhandeln med fastlandet hade förbjudits, övergick slavhandlarna nu oftare till ren kidnappning. Denna gjordes nu av personer som förut inte hade varit i risk att falla offer för slaveri, inklusive människor som redan var slavar. En brittisk tjänsteman i Lamu noterade under 1880-talet hur kidnappare stal slavar i området.
Slaveriet avskaffades först 1897-1909. Slavhandeln från Zanzibar fortsatte i praktiken till långt in på 1900-talet.